# 518 Halawe
518 Halawe este o planetă minoră (asteroid), cu un diametru de 16,157 km, din centura de asteroizi. A fost descoperită pe 20 octombrie 1903 la Observatorul Königstuhl de Raymond Smith Dugan⁠(d) și a fost numită după Halva. 
Obiectul prezintă o orbită caracterizată de o semiaxă mare de 2,5326666971434 UAi, o excentricitate de 0,22748651084501, o înclinație de 6,7273641478783 ° în raport cu ecliptica.